# Dale Abenojar
Pour les articles homonymes, voir Abenójar.
Dale Sto. Tomas Abenojar (né le 27 avril 1963) est un alpiniste philippin, un sportif, aventurier et un guide de haute-montagne. Le 30 mai 2006, il a été reconnu par Elizabeth Hawley comme étant le premier philippin à atteindre le sommet de l'Everest. Selon Hawley, Dale a atteint le sommet le 15 mai 2006.

## Sources
- (en) Cet article est partiellement ou en totalité issu de l’article de Wikipédia en anglais intitulé « Dale_Abenojar » (voir la liste des auteurs).